# Pigloo
Pigloo è un cucciolo di pinguino virtuale che appare come personaggio principale di un progetto musicale Bubblegum dance franco-tedesco.
Il primo singolo, pubblicato nel 2006 ed intitolato Papa Pinguoin, cover dell'omonima canzone di Sophie & Magaly, ha avuto molto successo in Francia. Il singolo si è posizionato al primo posto nella classifica dei singoli per tre settimane consecutive e complessivamente è rimasto in classifica tra le migliori venti per ventisette settimane.
Nel febbraio 2007 la versione tedesca di Papa Pinguoin ha raggiunto la sesta posizione nell'hit parade tedesca.
Nel giugno 2006, Pigloo pubblica il suo secondo singolo, Le ragga des pingouins, cover di Der Ententanz, brano reso celebre in Italia da Romina Power con il titolo de Il ballo del qua qua.
Nel settembre 2006, esce il singolo Ça plane pour moi (le twist), nel dicembre 2006 Moi, j'aime skier! (basata sulla melodia di YMCA dei Village People) e nel luglio 2007 Bizoo d'eskimo. Tutti questi singoli hanno raggiunto la top 20 della classifica francese. Il suo primo album è stato lanciato nel luglio del 2007.

## Discografia

### Album
| Anno | Titolo            | Posizione | Posizione | Posizione | Posizione | Posizione | Posizione | Certificazione (FR) |
| Anno | Titolo            | FR        | BEL (WA)  | SWI       | GER       | POR       | AUS       | Certificazione (FR) |
| ---- | ----------------- | --------- | --------- | --------- | --------- | --------- | --------- | ------------------- |
| 2006 | La Banquise       | 14        | 36        | 66        | —         | 6         | 20        | —                   |
| 2007 | Le Noël de Pigloo | 148       | —         | —         | —         | —         | —         | —                   |
| 2008 | Beijos de Esquimó | —         | —         | —         | —         | 26        | —         | —                   |

### Singoli
| Anno | Titolo                            | Posizione | Posizione | Posizione | Posizione | Posizione | Posizione | Certificazione (FR) |
| Anno | Titolo                            | FR        | BEL (WA)  | SWI       | GER       | POR       | AUS       | Certificazione (FR) |
| ---- | --------------------------------- | --------- | --------- | --------- | --------- | --------- | --------- | ------------------- |
| 2006 | Papa Pingouin                     | 1         | 6         | 24        | 6         | —         | 4         | Platinum            |
| 2006 | Le Ragga des pingouins            | 4         | 10        | 71        | —         | —         | 4         | —                   |
| 2006 | Ça plane pour moi (le twist)      | 18        | —         | —         | —         | —         | —         | —                   |
| 2006 | Moi, j'aime skier !               | 10        | 13        | —         | —         | —         | —         | —                   |
| 2007 | Papa Pingouin / Ça plane pour moi | —         | —         | —         | —         | 43        | —         | —                   |
| 2007 | Pinguin-rap                       | —         | —         | 36        | 34        | —         | 18        | —                   |
| 2007 | Bizoo d'eskimo                    | 14        | —         | —         | —         | —         | —         | —                   |